# Happy Together (film 1997)
Happy Together (Chūnguāng zhàxiè) è un film del 1997 scritto, diretto e prodotto da Wong Kar-wai e interpretato da Tony Leung Chiu-Wai, Leslie Cheung e Chang Chen.
È stato presentato in concorso al 50º Festival di Cannes, dove ha vinto il premio per la miglior regia.

## Trama
Po-wing e Yiu-fai sono una coppia gay che lascia Hong Kong per l'Argentina "alla ricerca della cascata dipinta sulla loro lampada", ma soprattutto in cerca di "un futuro". Poco dopo essere giunti in Argentina ed aver affittato un'automobile, i due si mettono in viaggio in direzione delle cascate; i due, però, dopo un violento litigio, prendono strade separate. Yiu-fai è il più stabile ed impegnato della coppia e non desidera altro che continuare a condurre, per quanto possibile, una vita entro i limiti della normalità. Riesce anche ad essere assunto provvisoriamente come buttadentro in un night-club frequentato soprattutto da turisti.
Po-wing, invece, ha un carattere ai limiti dell'autodistruttivo e una personalità estremista, e non è in grado d'impegnarsi in una relazione monogama; ha sempre il bisogno di trovarsi al centro dell'attenzione e pare motivato, a volte, dal desiderio di ferire l'amante. Avrà rapporti probabilmente mercenari con diversi uomini, fino a spingersi a portarli fino al night dove Yiu-fai lavora. Yiu-fai prova a ricondurre Po-wing verso una vita più regolata, ma raggiunge quasi il limite della disperazione senza minimamente riuscirci.
Un giorno Po-wing si presenta davanti alla porta di casa di Yiu-fai: ha appena subito un pestaggio. L'ex-compagno lo porta dentro e comincia a prendersi cura di lui, fisicamente ed emotivamente; con le mani ferite e bendate, Po-wing si affida in tutto e per tutto a Yiu-fai. Questi continua a lavorare sodo per poter mantenere entrambi. Sembrano così esser tornati assieme, ma i rispettivi caratteri risultano troppo antitetici per poter andare d'accordo. Appena inizia a guarire, Po-wing riprende con la solita vita promiscua.
Yiu-fai conosce Chang, un collega di lavoro taiwanese; Chang, che probabilmente è anch'egli omosessuale, sia pure in modo discreto, prova un grande affetto nei confronti di Yiu-fai, e in cuor suo ne è attratto. L'ottimismo di Chang e la sua serenità aiutano molto Yiu-fai ad uscire dallo stato di spossatezza e depressione in cui l'aveva scaraventato Po-wing: capisce ora più chiaramente che il loro rapporto si è sempre basato su un'idealizzazione che non poteva avere alcun fondamento nella realtà.
Durante una delle loro numerose conversazioni Yiu-fai dice a Chang che il suo obiettivo è quello di raggiungere il punto più basso del Sud America: lì si trova un faro dove, gli piace pensare, presumibilmente tutti i dolori possono essere cancellati. Poco dopo Chang parte da Buenos Aires in direzione del faro e presto Yiu-fai ricade nella depressione; unico sbocco, i vari lavoretti che gli permettono di guadagnarsi il pane. Alla fine ricorre alle avventure sessuali con sconosciuti nei gabinetti pubblici e nei cinema porno, come mezzo per tentare di sfuggire alla solitudine che lo attanaglia.
A questo punto, in un certo senso, comincia a capire cos'è che spinge Po-wing a buttarsi nella promiscuità: un mezzo per attenuare il dolore emotivo. Il giorno di Natale scrive una lettera al padre, avvisandolo che sta per tornare ad Hong Kong; gli chiede anche perdono per aver sottratto una gran quantità di denaro a uno dei suoi soci, al fine di procurarsi la somma necessaria ad intraprendere il viaggio verso l'Argentina.
Po-wing pare intenzionato a riprendere la loro relazione di coppia distruttiva, ma questa volta Yiu-fai ha la forza di evitare di vederlo, non facendosi trovare a casa il giorno fissato per incontrarsi: a Po-wing non rimane altro che piangere disperato. Alla fine Yiu-fai, dopo essere finalmente riuscito a visitare le cascate, torna ad Hong Kong. Sulla via di ritorno passa per Taipei, per trovare la famiglia di Chang, la quale gestisce una bottega in un mercato. Poi riparte portando via con sé una foto di Chang come ricordo.

## Produzione
Per il film, Wong si è ispirato a The Buenos Aires Affair di Manuel Puig.
Tony Leung è stato chiamato in Argentina dal regista senza nessuna informazione sul personaggio, nemmeno che avrebbe dovuto girare una scena erotica omosessuale.

## Colonna sonora
La colonna sonora affianca pezzi composti da Danny Chung a brani di Caetano Veloso, Astor Piazzolla e Frank Zappa, oltre ad una cover, ad opera di Chung, di Happy Together dei Turtles.

## Distribuzione
Il film è stato presentato in anteprima il 17 maggio 1997 in concorso alla 50º edizione del Festival di Cannes. È stato distribuito nelle sale cinematografiche di Hong Kong a partire dal 30 maggio seguente.
In Italia, è stato distribuito nelle sale da Lucky Red a partire dal 26 settembre 1997.

## Riconoscimenti
- 1997 - Festival di Cannes[1]
  - Prix de la mise en scène a Wong Kar-wai
  - In competizione per la Palma d'oro
- 1997 - Premio Gianni Di Venanzo
  - Miglior fotografia straniera a Christopher Doyle
- 1997 - Golden Horse Film Festival[8]
  - Miglior fotografia a Christopher Doyle
  - Candidatura per il miglior film
  - Candidatura per il miglior regista a Wong Kar-wai
  - Candidatura per la miglior attore a Tony Leung Chiu-Wai
  - Candidatura per il miglior montaggio a William Chang e Wong Ming-lam
  - Candidatura per la miglior scenografia a William Chang
  - Candidatura per il miglior sonoro a Tu Ho-chih e Leung Chi-tat
- 1998 - Hong Kong Film Awards[9]
  - Miglior attore a Tony Leung Chiu-Wai
  - Candidatura per il miglior film
  - Candidatura per il miglior regista a Wong Kar-wai
  - Candidatura per il miglior attore a Leslie Cheung
  - Candidatura per il miglior attore non protagonista a Chang Chen
  - Candidatura per la miglior fotografia a Christopher Doyle
  - Candidatura per il miglior montaggio a William Chang e Wong Ming-lam
  - Candidatura per la miglior scenografia a William Chang
  - Candidatura per il miglior trucco e costumi a William Chang
- 1998 - Independent Spirit Awards[10]
  - Candidatura per il miglior film straniero
- 1998 - National Society of Film Critics Awards[11]
  - Candidatura per la miglior fotografia a Christopher Doyle